# 佐野周二
佐野 周二（さの しゅうじ、1912年11月21日 - 1978年12月21日）は、日本の俳優。本名は関口 正三郎（せきぐち しょうざぶろう）。
昭和初期から後期（1930年代後半〜1970年代）に活躍した二枚目スターの一人である。関口宏、佐野守の父で、関口知宏の祖父に当たる。上原謙、佐分利信とともに「松竹三羽烏」といわれ、松竹大船の第一号スターとされた。

## 来歴・人物
東京市神田区東紺屋町（現在の東京都千代田区神田東紺屋町）に鳶職の父·亀次郎と母·マサの四男六女の6番目にあたる三男として生まれた。1925年に今川尋常小学校、1930年に成立商業、1933年に立教大学経済学部予科を卒業。
大学時代は水泳部で、オリンピックの候補だった。
翌年に近衛歩兵第一連隊に入隊して乙種幹部候補生となり、 1935年、陸軍歩兵伍長として除隊。1935年に義兄の経営する神戸の貿易商「アサヒ商会」(月給45円の事務員だった)に入社するも1月後にの12月に「家族会議」の映画化時に行われた松竹の新人募集に千人の応募者の中から合格、(新聞広告を見た友人にすすめられて応募したとも、友人がいたずら半分に写真を送った後最終審査のために東京へ帰るとこれも合格したともされている)。
1936年1月1日に松竹に入社。24歳の誕生日に「佐野周二」の芸名を貰った。「大船撮影所1期生」として、同年の佐々木康監督の『Zメン青春突撃隊』で俳優デビュー。立教大学の先輩上原謙とともに、幹部スター候補生として、主役格で使われ、1937年には早くも準幹部に昇格し、島津保次郎監督の『婚約三羽烏』で、上原謙、佐分利信とともに「松竹三羽烏」として共演し、スターの地位を決定的にした。1938年には幹部に昇格し、名実共に松竹を背負って立つ存在となった。
陸軍では、暗号のエキスパートとしての一面があり、1938年7月に応召され第十五航空通信連隊に入隊、暗号掛下士官(軍曹)として中国各地の飛行場で勤務し、1941年4月5日召集解除。
南京では同じ伍長だった小津安二郎と再会している。
1937年秋の時点では独身だったが、1939年に長女加代子が生まれ、1943年に長男宏(出征中だったため連隊長が命名)が生まれている。
次いで東部第六部隊に召集され、陸軍曹長に進級。1944年6月召集解除。
しかし同年「野戦軍楽隊」に出演後まもなく妻・雅子は田舎へ買い出しに行った際に井戸水を飲んだことにより腸チフスで亡くし、死別。
翌1945年3月に航空通信連隊135部隊に入隊し調布飛行場に勤務、特別幹部候補生に対する暗号通信の教育指導にあたる。
計3回応召され、2年半中国大陸にもいた。
燕135部隊航空通信隊に曹長として在籍していた1945年8月15日に次女が重い腸チフスとの連絡を家から受け帰宅すると次女聖子(きよこ)(1941年生)が既に死んでいたので軍服でくるみ呆然とした中でラジオで玉音放送を聞いた。何の放送でありましたかと聞くと少尉は多分はげますために天皇が放送されたのであろうと言ったが2時間後に負けたことを知った、それから毎日勤務を放棄し、たらふく食って復員した。
三度の召集の間隙を縫うように、野村浩将監督、李香蘭主演の『蘇州の夜』、小津安二郎監督の『父ありき』などの作品に出演するなど、人気を保ったが、私的には前述のように妻と次女を亡くし試練の時となった。
1946年12月、前妻と同名の女性と二度目の結婚(先妻の妹にあたるともされ、山本富士子似だという)。
馴れ初めは終戦当時、撮影が京都中心で佐野が出入りしていた店の手伝いをしていたことがきっかけだった。
母の許可を貰い年内に再婚したがすぐに母が死んだため妻と母は会うことはなかった。
しかし後妻との間に生まれた次男・進も夭折。
戦後になっても二枚目スターとして活躍し、重厚な演技を持ち味に木下惠介監督の『お嬢さん乾杯!』、『カルメン故郷に帰る』、吉村公三郎の『春雪』などに出演する。特に、小津安二郎の『風の中の牝雞』では田中絹代と共演し、子供の医療費のために一度だけ売春した妻への、怒りに苦しむが愛情を取り戻していく帰還兵を演じ新境地を切り開いた。猪俣勝人は『日本映画俳優全史』で、戦後は戦前の甘さ爽やかさが失われたと評し従軍体験の翳を嘆いているが、むしろ少し粗野な味やユーモアを加えて幅を広げた演技は『お嬢さん乾杯!』などで引き出されている。
1948年時点では夫妻と子供と女中と佐田啓二と佐田の姉の八人暮らしとされている(夏には七人になっている)。
同年には新制中学一年用国定教科書の中流家族の写真に採用された。食糧難のため養鶏をしていた。
1950年、三男の守が生まれる、由来は野球の守備から。
同年9月1日、代田の自宅に泥棒が入り、菊紋入り耳飾りと背広8着現金三万五千円を盗まれた。
1952年、三女のMが生まれる。
1955年7月24日、新橋クラブで初の後援会である「まとい会」の発会式が催された、由来は火消しの家に生まれたためそこからマトイ姿をかつぎ出したという。
1956年1月22日、「女房は訴える」(原文ママ)の撮影中に洋服4点を盗まれる、この頃には北沢に自宅を移している(後述)。
1953年2月にはフリーとなり、五所平之助(佐野の兄と今川小学校で同期だった)の『大阪の宿』や成瀬巳喜男の『驟雨』などに出演し、演技派俳優として確固たる地位を確立する。
1954年7月には、俳優の生活安定の目的を理由に株式会社「まどかグループ」を資本金100万円で佐田啓二、桂木洋子、三井弘次らや、増田順司(企画制作担当重役)らと設立し、社長となり映画制作も手がけた。
まどかグループには坂本武や宮城千賀子、細川俊夫も参加した。
1960年に立教高女を卒業して家事見習いだった長女が結婚し、後に二人の孫ができる。
1963年には日本俳優連合の発起人となる。
1965年にまどかグループを解散して以降はテレビにも活躍の場を広げ、主に温厚な父親役で親しまれた。
1972年、長男の宏に息子の智宏(後の関口知宏)が誕生、佐野が名付け親となった。
1978年8月15日に胃潰瘍のため、胃を切除していた、7月末から9月上旬まで入院した。
1978年12月21日午前3時、急性冠不全(急性心不全とも)のため世田谷区代沢の自宅で死去、勲4等が贈られた。
同年6月に東京12チャンネルのドキュメンタリー「人に歴史あり・佐野周二」に出ていた。
12月24日午後2時から青山葬儀所で告別式が行われ、喪主は長男関口宏が務めた。
木下恵介は、自分がカメラの助手をしてきたころ入ってきてこれがスターかというほどの美青年だったと語り、当時からうまい役者だったが年をとるほど渋みが加わったと追悼した。
生前に遺産について記した遺書を残していた。

## エピソード
- 関口宏の結婚に際して佐野は芸能人との結婚は反対だったが[40]、西田佐知子が芸能人だと知らなかったので、「そんなトシになったのか」と驚きつつお互い好きならと認め、[41]「自分の意志で結婚して幸せになるのが一番だ」と背中を押した[42]、婚約期間は8日だった[41]。
- 「六本木の防衛庁の前を通ると、いまでもガックりくるんだ」と生前話していた、防衛庁は佐野が二度目の応召で入隊した東部第六部隊の本部があった[7]。
- 半年後に入社した[26]高峰三枝子とは無二の親友で佐野は「お転婆な妹」と形容していた[43]。
- 佐野が陸軍伍長として出征した際に高峰三枝子がこっそり見送ると戦地から高峰に佐野が手紙に送りそこには"兄貴より"と書かれていた[44]。
- 下北沢の店は軒並み佐野をお得意様としていた[19]。
- パチンコ好きだった佐野は家にも2台自家用機を入れていたがいくら叱っても息子が釘を弄って当たりが出やすいように直してしまったという[19]。
- とんかつ大将で医者の役を演じた佐野は撮影の合間にパチンコに興じていた、自家用機を持っているだけあって巧いと周りがほめると「ナーニこの程度は打診さ」[45]。
- 佐野の家を訪れたまどかグループの事務員嬢は佐野を呼ぼうと風呂の焚口にしゃがんでいる粗末ななりで頬冠りをした男を下男だと思い「社長さんはご在宅でしょうか」と尋ねたが振り向いた男こそが佐野だった、休日だったその日、妻は買い物に、女中は「たまには映画でも見ておいで」と小遣いをあげて渋谷にやっていたので佐野自身で風呂を焚いていた[19]。
- 火消しの息子だったので「佐野ヤン、お前、どうして親父のあとを継がなかった?」と口の悪い"小津オヤジ"に問われたことがある、10人兄弟だったが誰も継がなかったので「家の若い者」が継いだという[46]
- 松竹以外に出演しないので月給が増えなかった[47]。
- 増田順司の代田一丁目にある家は佐野周二が住んでいた家を佐野が下北沢の新築の家に引っ越す際に一の子分である増田が譲ってもらった[48]。
- 関東大震災の際は避難先の上野で夜を明かした、家は焼けたので父が翌日に掘っ建て小屋を建てた[26]。
- 今のテレビはジャズバンドかビートルズみたいで騒々しくあれではいいものはできないだろうとしている[49]。
- 役者について、時間だけつないでサヨナラでは漫才と変わらないと語り[49]、映画製作について木下恵介が黒澤明と同じ方式にしたことを例に挙げ大きな企業会社にしないで、ヨーロッパ式に独立プロにしたほうがいいと語った[50]。
- 江戸弁は"ひ"と"し"が使い分けにくい特徴があると佐野は語ったが妻はそのせいで長男の宏のことを"しろし"と呼ぶので「いまでもローマ字はshiroshiと書いたりするんですわ」とコメントしている[51]。
- 長嶋茂雄は後輩なのでよく家へ遊びに来ていました[21]。
- 前妻との間に三人、後妻との間に三人子がいた[15]。
- 佐野家は毎月妻が決めただけ金を貰ってその中でやり繰りしていた、妻はヘソクリをつくらないところが江戸っ子らしいと評していた[15]。
- 再婚後に生まれた子は男は佐野が、女は妻がつけた[15]。
- 三男の由来は鶴田浩二と座談会があって、野球には守備と攻撃がある、今度はうちを守ってもらいたいというので、守と命名したという[15]。
- 三女は妻が女の子は円満が良いというのでそこから付けた[15]。
- 妻を我が家の皇后陛下と称し自らを下士官みたいと評した[15]。
- 居候が多くご飯とご飯の間をパンでつないで、その間に二度目のご飯を炊いていた[15]。
- 子供は1ダース欲しかったが半ダースでくたびれたという[15]。
- 夫婦で出かけたときは、妻がいいと思っても、なにも言わないうちにミンクのコートなどを買っていた、佐野はいいなと思ったのが、一番いいと語っている[33]。
- 妻は息子たちに、「偉い人にならなくてもいいから、おとうさんを大事にしてあげてね」とよく言っていた[33]。
- 日曜大工で小屋を自作したり冷蔵庫を修理したりご用聞きのために自ら風呂をたいたりもしていた[33]。
- 中国大陸に出征した時のことを官費旅行で命がけで歩いたと表現している[33]。
- 子供二人が夭折したからか二男二女とする資料もある[52][53](守が次男[54]で宏の異母弟[55]とされたりもしている。
- 佐野は撮影開始1時間まえにはかならず撮影所に入っていた[56]。
- 笹本寅の妻つるは佐野の姉にあたる[57]。
- 戦時中は義兄の笹本寅に戦地から航空便で手紙を送っていた[58]。
- 木村毅曰く妓である佐野周二の姉を囲うために(佐野の姉婿である知人笹本寅が務めていた)春秋社の社長で猥穂と仇名されていた神田豊穂が春秋社の金に手を出したため、会社に損害を出したにもかかわらず木村の「綱島梁川全集」の売上のせいにしたため糞尿で汚されたような気がしたとしている[59]。
- 江戸時代から続いた火消しの家だった[38]
- 麻雀が趣味だった[38]。
- 関口宏にとって父親は人生の師でもあったとし[60]、孫の制服姿だけは見せたかったとコメントした[60]。
- 宏がお嬢さん乾杯に出てデビューした際にはああ、よかったじゃないか」とだけコメントした[60]。
- 佐野の夫婦関係を関口宏は婦唱夫随だと評している[61]。
- マネージャーの岩淵公子は守と親子二代でマネージメントを担当[62]。
- 関口は自身が芸能界に入る際には「好きなようにしろ」と言い、「せめて智宏の入学式までは頑張ってほしかった」とした[6]。
- 晩年になっても関口が週に一回、自宅に顔を出さないと叱った[6]。
- 人形町一丁目にあるフグ料理店の「かねまん」の常連だった[63]。
- 1954年2月21日号の週刊読売に掲載された佐野周二が写るサンスターの広告は万年社の「広告年鑑 1955年」に新聞広告文案集として掲載された[64]。
- 松山英太郎と前妻の亜子、石坂浅丘夫妻、勝呂誉などが佐野の葬式の帰りに喫茶店に立ち寄った、別れた後も子供の誕生日などで会う機会があった英太郎と前妻の話題になったときに二人が離婚して半年経っていたにも関わらず、この時初めて浅丘は二人が離婚したことを知った[65]。

### 弟分・佐田啓二
- 佐田の姉と佐野の妻が知人((京都の旧制高女で同級[66]))で姉が佐野に弟を女中がわりに使ってくれと頼んだ、佐野が卒業後の進路を問うと俳優になりたいというので所長に紹介をした後、かばん持ちをさせていた時に木下恵介に出会った[49]、佐田は1947年木下の映画でデビューすることになる。
- 佐田は「どんな困難にも挫けず、やりとおす」と誓いを立てたが、佐野は自分と同じ苦労をさせたくないし、有名あるいは名声というものは所詮虚名と同居するものだという持論のもと反対したが、固い決意を知り弟分として松竹へ入社の労をとり、"佐"と"二"の二字を贈った[67]。
- 弟のように可愛がりながら時には親代わりとして佐田を叱ったため「どうも兄貴にはかなわんよ」と言われたこともあった佐野は「真実の兄弟以上の生活をつづけて二十年、その長きよき日々も、この不慮の死によって、一瞬の夢と崩れ去ってしまった」と語ったうえで、半年ぶりの対面が死の対面であったことについて「いかに人間の運命がはかないものであるか」と語り「佐田よ、安らかに眠れ····」と往年の映画界の活気を取り戻すにはテレビに対抗できる優秀なプロデューサーが必要だとして俳優からプロデューサーへの転身を図っていた佐田を悼んだ[67]。

## 作品リスト

### 映画
- Zメン青春突撃隊（1936年）
- 密漁の夜（1936年）
- 新道 前篇朱実の巻（1936年）
- わが母の書（1936年）
- 花籠の歌（1937年）
- 荒城の月（1937年）
- 淑女は何を忘れたか（1937年）
- 出船の歌（1937年）
- 母の夢（1937年）
- 科学者の使命 幸福の素顔（1937年）
- 金色夜叉（1937年）
- 恋も忘れて（1937年）
- 婚約三羽烏（1937年）
- 若葉の夢（1937年）
- 花形選手（1937年）
- 母への抗議（1937年）
- 娘よ何故さからふか（1937年）
- 歌へ歓呼の春（1937年）
- 風の女王（1938年）
- 新しき翅（1938年）
- 愛より愛へ（1938年）
- 国民の誓（1938年）
- 彼女は何を覚えたか（1938年）
- 元気で行かうよ（1941年）
- 心は偽らず（1941年）
- 蘇州の夜（1941年）
- 父ありき（1942年）
- 高原の月（1942年）
- 日本の母（1942年）
- 兄妹会議（1942年）
- 或る女（1942年）
- 愛国の花（1942年）
- 還って来た男（1944年）
- 野戦軍楽隊（1944年）
- 陸軍（1944年）
- 必勝歌（1945年）
- 乙女のゐる基地（1945年）
- そよかぜ（1945年）
- 粋な風来坊（1946年）
- お笑い週間 笑ふ宝船（1946年）
- 待ちぼうけの女（1946年）
- お光の縁談（1946年）
- 最後の鉄腕（1947年）
- 情炎（1947年）
- 処女は真珠の如く（1947年）
- 新婚リーグ戦（1947年）
- 旅装（1948年）
- 噂の男（1948年）
- 追跡者（1948年）
- 風の中の牝雞（1948年）
- 緑なき島（1948年）
- 初夜ふたゝび（1949年）
- お嬢さん乾杯!（1949年）
- 花婿三段跳び（1949年）
- 海の野獣（1949年）
- 悲恋模様 前篇東京篇（1949年）
- 悲恋模様 後篇大阪篇（1949年）
- 初恋問答（1950年）
- 春雪（1950年）
- てんやわんや（1950年）
- 女の水鏡（1951年）
- 愛情の旋風（1951年）
- カルメン故郷に帰る（1951年）
- 美しい暦（1951年）
- 天明太郎（1951年）
- 離婚結婚（1951年）
- 麦秋（1951年）
- 夢と知りせば（1952年）
- とんかつ大将（1952年）
- 母の願い（1952年）
- 女のいのち（1952年）
- 郷愁（1952年）
- 彼を殺すな（1952年）
- 若奥様一番勝負（1952年）
- 関白マダム（1953年）
- もぐら横丁（1953年）
- 死の追跡（1953年）
- 君に捧げし命なりせば（1953年）
- サラリーマンの歌（1953年）
- 早稲田大学（1953年）
- 女心はひと筋に（1953年）
- ママの日記（1954年）

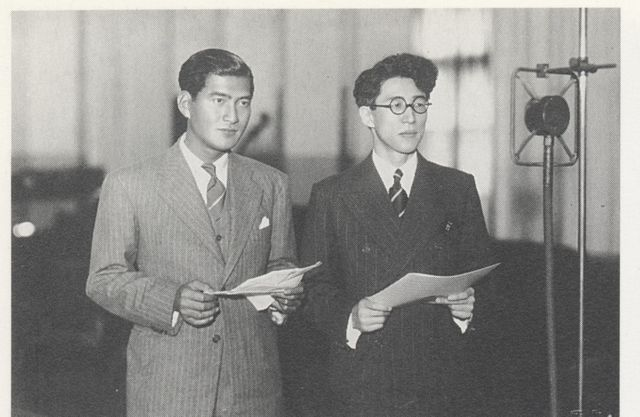
『上海の街角で』（1938年）

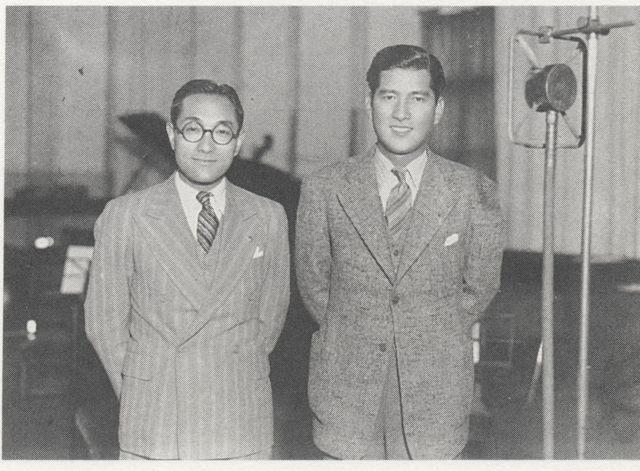
『愛馬の唄』（1938年）

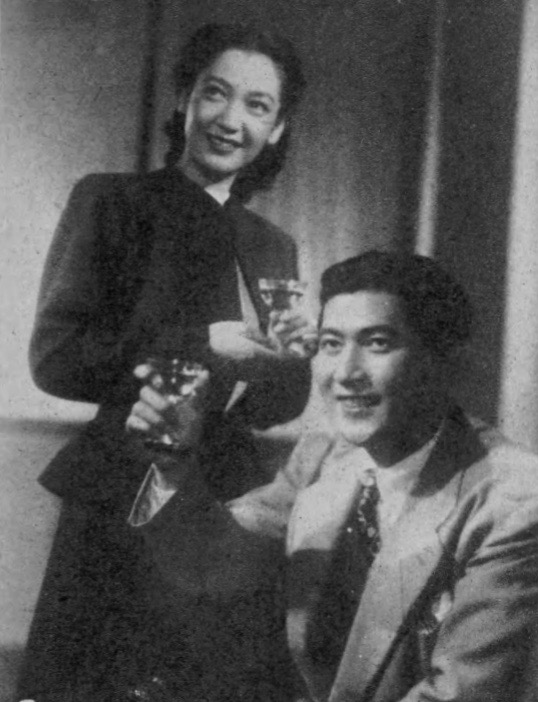
『お嬢さん乾杯!』（1949年）

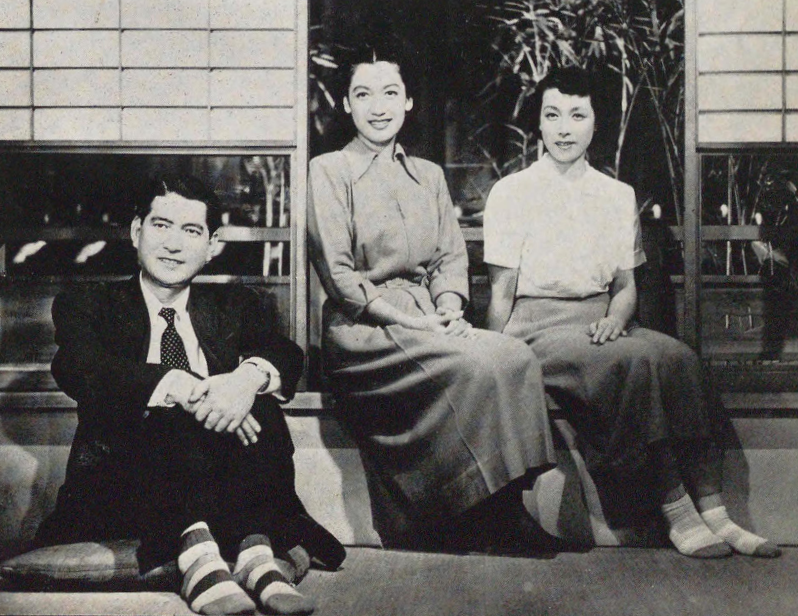
『麦秋』（1951年）

- ウッカリ夫人とチャッカリ夫人 やりくり算段の巻（1954年）
- 大阪の宿（1954年）
- 三代目の若旦那（1954年）
- その後のウッカリ夫人とチャッカリ夫人（1954年）
- 人生劇場望郷篇 三州吉良港（1954年）
- 鶏はふたゝび鳴く（1954年）
- 月は上りぬ（1955年）
- 天下泰平（1955年）
- 続天下泰平（1955年）
- 緋牡丹記（1955年）
- うちのおばあちゃん（1955年）
- 女中ッ子（1955年）
- 花ひらく（1955年）
- ウッカリ夫人とチャッカリ夫人 夫婦御円満の巻（1956年）
- 驟雨（1956年）
- 若い樹（1956年）
- 嫁ぐ日（1956年）
- 女房族は訴える（1956年）
- 道（1956年）
- 婚約三羽烏（1956年）
- 或る夜ふたたび（1956年）
- 楽天夫人（1956年）
- 青春の音（1956年）
- 台風騒動記（1956年）
- 暴れん坊街道（1957年）
- 目白三平物語 うちの女房（1957年）
- 天使の時間（1957年）
- 曙荘の殺人（1957年）
- 多情仏心（1957年）
- 鯨と斗う男（1957年）
- 夜の鴎（1957年）
- ただいま零匹（1957年）
- 家内安全（1958年）
- ぶっつけ本番（1958年）
- 抵抗する年令（1958年）
- 母の旅路（1958年）
- 新家庭問答（1958年）
- 白鷺（1958年）
- 蟻の街のマリア（1958年）
- 夫婦合唱（1959年）
- 続次郎物語 若き日の怒り（1960年）
- 私は忘れない（1960年）
- 恋の画集（1961年）
- サラリーマン手帳 夢を失わず（1961年）
- めぐり逢う日まで 純白の巻（1961年）
- 反逆児（1961年）
- 花影（1961年）
- 明日ある限り（1962年）
- 春の山脈（1962年）
- 流し雛（1962年）
- 若者たちの夜と昼（1962年）
- 箱根山 (1962年)
- 太陽を抱く女（1964年）
- 渚を駆ける女（1964年）
- 六條ゆきやま紬（1965年）
- 若い野ばら（1965年）
- 複雑な彼（1966年）
- 愛は惜しみなく（1967年）
- 黒部の太陽（1968年）
- 年ごろ（1968年）
- 超高層のあけぼの（1969年）
- ニュージーランドの若大将（1969年）
- 女組長（1970年）
- 炎の肖像（1974年）
- 悲愁物語（1977年）

### テレビドラマ
- 声（1958年、KRT）
- 誘惑（1959年、NTV）
- わが家の楽園（1959年 - 1960年、NTV）
- 青年同心隊（1964-1965年、TBS）- 久保田雅之
- 太閤記（1965年、NHK大河ドラマ） - 浅野又右衛門
- あしたの家族（1965年 - 1967年、NHK）
- 光る海（1965年、TBS）
- ライオン奥様劇場 / 愛染かつら（1965年、CX/ 松竹テレビ室）- 津村春樹
- 木下恵介劇場（TBS）
  - 喜びも悲しみも幾歳月（1965年） - 手塚台長
  - 二人の星（1965年 - 1966年） - 金子船長
- 新吾十番勝負（1966年、TBS / 松竹テレビ室）- 徳川吉宗
- 五人の野武士 第1話「帰って来た剣豪」（1968年、NTV） - 沖田忠兵衛
- 天皇の世紀 第2話「野火」（1971年、ABC） - 村山行馬
- 気になる嫁さん（1971年 - 1972年、NTV） - 清水呂之助
- ぜんまい仕掛けの柱時計（1972年、NHK）
- 花王 愛の劇場 / 乳房よ永遠に（1972年、TBS/ 東京映画）
- おさななじみ（1973年、TBS）
- 水曜ドラマシリーズ / おやじの嫁さん（1973年、CX）
- 剣と風と子守唄 第8話「孤雁の群れ」（1975年、NTV） - 阿部忠政
- 暖流（1976年、NTV）
- あにき 第9回（1977年、TBS） - 浜田政吉
- 土曜ワイド劇場 / 浴室の美女 江戸川乱歩の魔術師（1978年、ANB） - 玉村善太郎
- 悪女について（1978年、ANB)

## CM
- ボンカレー（1969年、大塚食品） - 松山容子と共演
- ハウスジャワカレー（1973年、ハウス食品） - 関口宏、西田佐知子夫妻と共演
- サニー（1976年、日産自動車） - 関口宏、西田佐知子夫妻と共演

## 歌謡曲
- 「上海の街角で」（歌・東海林太郎　台詞）
- 「愛馬の唄」（歌・上原敏　台詞）
- 「只今帰って参りました」（歌・上原敏　台詞）
- 「上陸の夜」（歌・田端義夫　台詞）

## 著書・著作
- 『戦地通信』淡海堂、1939年。
- 「「咲かせよ美しき花を――嫁いだ娘におくる」」『婦人生活』婦人生活社、1960年5月号、172～175頁。
- 「「次女の死」」『キネマ旬報』キネマ旬報社、1964年8月下旬号、72頁。
- 「「いまはもの言わぬ一握りの骨に」」『主婦と生活』主婦と生活社、1964年10月号、220～222頁。